# 第60回NHK紅白歌合戦
『第60回NHK紅白歌合戦』（だいろくじっかいエヌエイチケイこうはくうたがっせん）は、2009年（平成21年）12月31日（JST、以下同じ）にNHKホールで行われた、通算60回目のNHK紅白歌合戦。

## 概要・放送メディア
2009年9月3日にNHK会長・福地茂雄の定例会見の席上で、骨子が発表された。
放送は、国内向けにテレビが総合（デジタル・アナログ）・BS2（デジタル・アナログ）・BShiの3波、ラジオが第1の計4媒体、国外向けにNHKワールド・プレミアムとNHKワールド・ラジオ日本（短波は東南アジアとアジア大陸向け。この回から新たに放送を開始した衛星ラジオは全世界向け）で、いずれも19:15 - 23:45に生放送された。双方向対応番組。前半・後半と分かれるが、編成上では二部制は取られなかった。
- 20:55 - 21:00は総合とBS2、ラジオ第1がNHKニュースで、他は別番組を放送。

今回が60回目の節目にあたることから、第58回（2007年）に今回まで3年間の統一テーマと共通ロゴが制定されていたこともあり、早くから今回のテーマが決定した。
観覧募集については、受信料を支払っている世帯（新たに受信料を支払う、あるいは支払いを免除されている世帯を含む）の家族に限られた。

## 放送まで
全て2009年。
9月3日
会長定例会見でテーマ発表。
第58回（2007年）以降、3カ年計画の統一コンセプトとして「歌力（うたぢから）」が設定されており、今回のテーマは「歌の力∞無限大」となっている。
今回は「60回記念」とあり、放送時間を過去最長の4時間25分（中断ニュース除く）となる。
前回に引き続き、応援合戦などのアトラクションを極力取り除いた歌本位の構成となる見込み。
9月15日
紅白応援隊・オリジナルソング作成を発表。
紅白応援隊は前回に引き続き関根麻里とテリー伊藤。
60回記念企画として、作曲家の久石譲が視聴者から募集したワンフレーズを基に紅白歌合戦オリジナルソングを製作する事を発表、フレーズの募集を開始。
10月21日
放送総局長の定例会見。紅白オリジナルソングの作曲が完成したと発表。
広報ツールを作成したと併せて発表。写真撮影用バックパネル・応援隊2人の等身大パネル・優勝旗のレプリカ・クイズ紅白検定のパネルの4つ。これらは各放送局が定期実施する会館公開などに合わせ、巡回展示していく予定となっている。
10月27日
紅白デジタル応援隊に水樹奈々を起用することを発表。
パソコンや携帯電話などのデジタルコンテンツ向けパブリシティ担当。同月30日より水樹を起用した紅白カウントダウンを表示するブログパーツが公式サイトで公開を開始。11月より公式ブログで水樹による紅白情報の更新を開始した。
11月3日
両軍司会を発表。NHKがマスコミ各社にFAXを送る形で発表。当初、NHKは司会発表会見を後日改めて行うと発表していたが、実際は行われなかった。
11月18日
紅白オリジナルソングの発表。
公式ブログで紅白オリジナルソング「歌の力」の完成が発表され、視聴者から同楽曲を動画投稿で募集。「お手本」として水樹と加藤清史郎が同楽曲を歌う動画が翌19日に公開された。なお、加藤はこの頃より番組に「紅白の顔」として出演することが検討されていた。
11月23日
出場歌手発表。紅白各25組ずつ合計50組が選出された。
11月27日
総合司会の発表。
12月1日
公式サイトにて、ミニ番組『水樹奈々の紅白「歌の力∞無限大」!!!』をPodcast配信開始。
公式サイトにて、最新の紅白に関する情報を配信していく、ミニ番組を配信開始。毎週火曜日更新で、全5回。パーソナリティーは、紅白デジタル応援隊の水樹奈々。
12月20日
曲目発表。企画コーナー「こども紅白」（紅組司会：大橋のぞみ、白組司会：加藤清史郎）も発表。こども紅白出場歌手に紅組：さくらまや、白組：スノープリンス合唱団が発表された。
12月24日
放送総局長の定期会見より。
全出演者の所属事務所の許諾が得られたとして、NHKオンデマンドで2010年元旦から1月11日まで有料配信すると発表。ジャニーズ事務所所属タレントが出演する番組のインターネット配信はこのケースが史上初となる。NHKオンデマンドの配信は今回以降、毎年行われている（有料配信期間は元旦から1月15日までの15日間）。
ゲストとしてスーザン・ボイルの出演およびゲスト審査員10名を発表。合わせて歴代白組司会から武田鉄矢、堺正章がスペシャルプレゼンターとして登場することも発表された。
12月27日
曲順発表。
12月28日
リハーサル開始。
12月30日
番組プロデューサーがシークレットゲストの出演を発表。複数のメディアが矢沢永吉の出演を報じた。

## 当日のステージ
- セットは、前回同様1つのセットを基本としており、映像を用いた演出があった。
- 前回同様、MC時には歌手名（グループ名）、出身地、出場回数、見どころが、画面左下に表示された。
- テロップは全て明朝体（フォントワークスのテロップ明朝）に変更。 紅組司会、紅組出場歌手名のテロップのデザインは赤いラインで、ライン下には明朝体で「akagumi」、白組司会、白組出場歌手名は白いラインで「shirogumi」、ゲスト審査員、ゲスト、総合司会の名前のテロップは金色のラインで「60th kouhaku」と表示されるというものだった。例年と比べテロップのデザインはシンプルになった。また、歌詞のテロップも同じく明朝体に変更。歌詞のテロップフォントが変更されるのは第56回（2005年）以来4年ぶりである。また歌唱終了後に小さく表示される曲名と歌手名のテロップも明朝体に変更。これらのテロップのデザインは翌年の第61回以降でも使い回されている。
- 加藤清史郎による開会宣言でオープニングを飾った。加藤は大橋のぞみと共に「こども司会」としてゲスト審査員紹介[11]や、企画コーナー「こども紅白歌合戦」の両軍司会を担当した。なお、「こども紅白歌合戦」にはさくらまやとスノープリンス合唱団も出演した。大橋、加藤、さくら、スノープリンス合唱団は労働基準法の関係で20時までの出演。「こども紅白」ではSMAPの香取慎吾がこの年放送されたTBS系『こちら葛飾区亀有公園前派出所』の主人公・両津勘吉に扮して審査員を務めた。
- オープニング・歌手入場時のテーマ曲は「歌の力」。舞台上でオーケストラが演奏する中での歌手入場となった（久石譲指揮）。
- SMAPの中居正広が組司会を務める回の恒例となっている文字が書かれた扇子は、「音我苦」（「おんがく」と読み、中居本人が音楽が苦手だという意味）だった。さらに、今回は仲間由紀恵も中居に対抗して、「（表に）紅組の仲間」「（裏に）勝利に由紀恵」と書かれた扇子を披露した。
- 中居は白組トップバッターのEXILEを紹介する際、「昨日大賞を取った」とEXILEが前日の第51回日本レコード大賞を受賞したことに触れた。
- NYC boysは紅白メモリアル企画で藤山一郎の「青い山脈」も歌唱した（第1回（1951年）で藤山が白組キャプテンだったことにちなんで歌唱。同回での歌唱曲は「長崎の鐘」）。紅白で同曲が歌われるのは第40回（1989年）で藤山本人が歌唱して以来20年ぶり。
- いきものがかりの歌唱前には、彼らが松戸市立第一中学校（千葉県）および春日部市立豊春中学校（埼玉県）を訪れて合唱の合同練習をした際のVTRが流れ（彼らの歌唱曲「YELL」はこの年のNHK全国学校音楽コンクールの中学校の部課題曲であり、両中学校は同コンクールの関東甲信越ブロックで金賞を獲得している）、さらに曲披露時には両中学校のそれぞれ合唱部・混声合唱団が共に合唱した。
- 水樹奈々の曲披露時には自身のソロライブ同様、客席全員が青いサイリュームを振っていた。この演出を考えたのは彼女のライブ会場で観客の持つサイリュームが光る景色に感動したNHKスタッフ[12]。さらに、水樹は自身がファンだという坂本冬美のステージ前に応援で登場した。
- FUNKY MONKEY BABYSの歌唱前には応援ゲストとして歌唱曲「ヒーロー」のPVに出演した当時日本テレビアナウンサーの羽鳥慎一が紹介テロップ付で出演、応援メッセージを述べたほか、仲間・中居とのトークも行われた（中居に「民放の方じゃないですか」と言われていた）。民放の現職アナウンサーの紅白出演は前回当時フジテレビ所属の中村仁美が『クイズ!ヘキサゴンII』で共演する羞恥心 With Paboの応援でヘキサゴンオールスターズと評される番組出演者と一緒にバックダンサーとして出演して以来2人目だが、男性アナウンサーでは初めてであり、さらに紹介テロップ付でコメントも出した上の出演は今回の羽鳥が初めて（中村はバックダンサーのみの出演で、コメント出しはなく、他のヘキサゴンオールスターズのメンバーと違い紹介テロップはなかった）。
  - 羽鳥はこの出演について、上司から「裏でダウンタウンが頑張ってるけどしっかりね」と言われたことやノーギャラ出演だったことを明かしている[13]。さらにその後羽鳥はFUNKY MONKEY BABYSの初出場にあたり、彼らを密着する企画で羽鳥がついて行ったところ、NHKスタッフから「羽鳥さんも出ちゃえば?」との厚意により出演に至ったことを語っている[14]。
- 坂本冬美は21回目の出場で初めて洋服姿で、翌2010年に大ヒットすることとなる「また君に恋してる」を歌唱[15]。そして翌年の第61回でも坂本が同曲を歌唱することとなり、ステージ前の字幕テロップに「紅白に凱旋」と表記された。
- 第1部の白組トリおよび大トリを務めた森進一は第19回（1968年）の初出場時に歌唱した「花と蝶」を41年ぶりに歌唱した。この時、進一の初出場時の映像も流れた。
- 前半戦の全対戦終了後、応援ゲストのオードリーが登場、春日俊彰が「武田アナ頑張れ!」とニュースを担当する武田真一にエールを送った。直後、それにつられたのか武田自身は苦笑しながらニュースを始めた。このことについて後日、『NHKニュース7』でのブログで「（春日の持ちネタである）トゥース!と返そうとも思ったのですが、やめときました」と、当時の気持ちを綴っている。
- 後半戦の冒頭には紅白60回を記念して製作された「歌の力」をアン・サリー、出場歌手、コーラス隊員、ゲスト審査員も含む観客全員で久石譲指揮の下で大合唱した（一部に出場歌手がソロで歌う部分が存在した）。観客も含めた斉唱は紅白初の試みであり、そのため観客に対しても事前にリハーサルが行われている。
- 紅組応援スペシャルゲストのスーザン・ボイルは「夢やぶれて -I Dreamed A Dream-」を歌唱した。紅白での同曲の歌唱は第38回（1987年）の岩崎宏美以来22年ぶり。この際、SMAPの木村拓哉が英語でスーザンにインタビューしたが、上手く伝わらない場面があった[16]。
- 遊助の歌唱時、彼の歌唱曲「ひまわり」にちなんでNHKホールの観客・ゲスト審査員全員が事前に配布されたヒマワリを持っていた。
- aikoはこの年下期の連続テレビ小説『ウェルかめ』の主題歌「あの子の夢」を歌唱。曲前には『ウェルかめ』の出演者である倉科カナ、石黒賢、羽田美智子が応援ゲストとして登場した。なお、同曲は当時未発表曲（その後、aikoが2010年3月31日に発売したオリジナルアルバム『BABY』に収録された）にも関わらずの選曲でこれは第36回（1985年）のシブがき隊の「スシ食いねェ!」以来2回目。
- 水森かおりの歌唱前にはゲスト審査員の阿部寛が司会席に登場、阿部は仲間とテレビ朝日系ドラマで映画作品でもある『トリック』で共演していることから、中居が「なんかこの2ショット、僕、どこかで見覚えがあるんですけど」とコメントし、阿部が「えー科学の力で全ての謎を解き明かす天才物理学者・上田サイエンス次郎です」、仲間が「国民的超絶美人マジシャンの山田奈緒子です」と『トリック』内で見られる恒例の自己紹介をした。その後、中居が2人の間に入り、「お前達のやろうとしていることは全部スルっとまるっとお見通しだ!」と仲間が使う決め台詞を言った。
- 五木ひろしはこの年5月に逝去した三木たかしから2008年に提供を受けた「凍て鶴」を歌唱。五木は前回も当時は闘病中の身だった三木にエールを送る意味も兼ねて歌唱しており2年連続の歌唱となった（五木が2年連続で同曲を歌唱するのは初めて）。
- 「マイケル・ジャクソン スペシャルステージ」においては、冒頭でマイケルの名と合わせてこの年逝去した忌野清志郎、加藤和彦、森繁久彌の名もクレジットされた。その後はSMAPのパフォーマンスにより「ビリー・ジーン」、「スリラー」、「BAD」、「スムーズ・クリミナル」などマイケルの代表曲が披露され、最後には出場歌手有志により「HEAL THE WORLD」が歌唱された。
- アリスの歌唱前には嵐の各メンバーが「絆」に関するメッセージを披露した。さらに歌唱時には、谷村新司の呼びかけにより観客が立ち上がった。
- 五木とアリスの曲紹介は総合司会の阿部渉が行った。
- 中島美嘉の歌唱前には中島がファンであるオードリーが再び登場。この時、天童よしみが春日と同じ衣装を着て登場した。
- アンジェラ・アキの歌唱前には、彼女の披露（2年連続）する「手紙 〜拝啓 十五の君へ〜」がこの年春に多くの学校の卒業式で歌われたこと、この年1月17日に行われた阪神・淡路大震災の慰霊式でも歌われたことなどを通して、同曲が幅広い世代の人々に浸透していることがVTR付きで触れられた。
- 布施明の曲紹介は互いに紅白で過去に組司会経験のある森光子（ゲスト審査員）と堺正章（かつて放送されていた銭湯が舞台のTBS系ドラマ『時間ですよ』で光子が女将役、堺がボイラーマン役で共演しており、堺が光子に「（共演するのは）森さんが銭湯の女将、僕がボイラーマンをやってた時以来ですね」と話し、会場の爆笑を誘った）が行い、堺が布施が紅白を勇退することに触れた。
- 小林幸子は、小林自身をかたどった「メガ幸子」と呼ばれる豪華衣装で登場。このセットはリハーサルでも公開されており、高さ8.5メートル、幅8メートル、重さ3トンという過去最大規模のものである[17]。
- 嵐の歌唱前には彼らの紹介VTRが流された（BGMは「感謝カンゲキ雨嵐」をピアノ演奏に編曲したもの）。
- 白組応援スペシャルゲストの矢沢永吉は中居と嵐がトークをしていた最中にNHKホールに登場。事前のリハーサルもしておらず[18]、詳細は出演まで一切が出演者や司会にも伏せられており[9]、登場時には中居も驚きを見せていた。矢沢が歌唱中に歌詞を間違え、それ以降歌詞テロップが一切表示されなくなるというシーンもあった。歌唱後は中居と矢沢のトークが行われた。
- 和田アキ子の歌唱前、仲間は「和田が紅組司会経験者であること」「中居と両組司会コンビを組んだことがある（第48回（1997年））」ことに触れ、中居がその時の和田との思い出を語る一幕があった。
- 活動休止前最後のステージとなった絢香はステージ上からファンにメッセージを送り、活動休止前最後の発表曲「みんな空の下」を熱唱した。歌唱後、阿部から「絢香さん、また是非このステージに帰ってきてください」とメッセージが述べられた。直後、阿部からコメントを求められたゲスト審査員の西田敏行は絢香のステージに関し、「素晴らしかったですね。生きる力をもらいました」と話し、感動の余り涙も見せた。
- 中居の代理としてSMAPの曲紹介は、阿部が行い、「中居さん、今年も素晴らしい司会ありがとうございます」と中居に感謝のメッセージを述べた。
- 対戦をトリの2組を残すのみとなったところで、仲間が光子（仲間にとっては紅組司会の先輩である）に「白組、そして紅組にもエールを頂けませんか?」と振ったところ、光子が「私が?」「とてもじゃないけど恐れがましくて」とし、仲間が諦めずに「紅組も白組も勝敗は関係なく、心を一つにして歌うということが素晴らしいことだと教えられました」と話しコメントを促すも光子は「皆さんと一緒です」と返すに留まった。
- 紅組トリのDREAMS COME TRUEは歌唱した「その先へ」の最後の歌詞である「先へ」を「来年へ」に変えて歌った。なお、同曲はテレビ初披露であった。
- 北島三郎が白組トリおよび大トリで「まつり」を歌唱。同曲で大トリを務めるのは4回目で第50回（1999年）、第57回（2006年）では最後の歌詞の「これが日本のまつりだよ」の「日本」を「紅白」に変えて歌唱していたが、今回は第44回（1993年）のようにオリジナルのまま歌った。なお、北島の曲紹介は仲間・中居が共同で行った。
- 前回同様、エンディングの得点集計の間に出場歌手の歌唱シーンがハイライトで放送された。

## 結果
中間審査を含めた総得票数による審査の結果348,708対213,047で白組が優勝し連勝記録を5に伸ばした。これで白組32勝・紅組28勝となった。巨人軍の監督である原辰徳から優勝旗を授与された中居は現役時代から原の大ファンであり、「原さんから貰えるの? 嬉しい! 握手してください!!」とひたすら大感激していた。
自らが持つ紅組司会の最多敗戦記録を1つ更新する4敗目（飛び石ながら4連敗）となった仲間に対し、中居が「申し訳ない」と言ったが、仲間が「勝ち負けじゃないですよね」と返した。また、紅組歌手の和田アキ子からは「1回くらい勝たせてよ」との声が出た。
なお、ゲスト審査員の投票は7対3で紅組が優勢。

## 司会者
- 紅組：仲間由紀恵
- 白組：中居正広 （SMAP）
- 総合：阿部渉（東京アナウンス室）

仲間・中居の連続司会は今回までとなった。

## メイン演奏
- 三原綱木とザ･ニューブリード、東京放送管弦楽団

## 審査員
- ゲスト審査員（別記）
- 会場審査員（NHKホールの観客全員）
- デジタルTV審査員（デジタル総合・BShiの視聴者 無制限）
- ケータイ審査員（携帯電話による審査 50,000名）
- ワンセグ審査員（ワンセグ搭載型の携帯電話による審査 無制限）

## 出場歌手
放送曲順。当日歌う楽曲は12月20日に、放送曲順は12月27日に正式発表された。 
      紅組、      白組、      特別企画、      初出場、      返り咲き。
| 曲順 | 組   | 歌手名               | 回             | 曲目                       |
| ---- | ---- | -------------------- | -------------- | -------------------------- |
| 1    | 紅   | 浜崎あゆみ           | 11             | Rule                       |
| 2    | 白   | EXILE                | 5              | Someday                    |
| 3    | 紅   | AKB48                | 2              | RIVERサプライズ! 紅白Remix |
| 4    | 白   | flumpool             | 初             | 星に願いを                 |
| 5    | 白   | NYC boys             | 初             | 紅白60回記念NYCスペシャル  |
| 6    | 紅   | いきものがかり       | 2              | YELL                       |
| 企画 | 企画 | 加藤清史郎           |                | かつおぶしだよ人生は       |
| 企画 | 企画 | さくらまや           |                | 大漁まつり                 |
| 企画 | 企画 | スノープリンス合唱団 |                | スノープリンス             |
| 企画 | 企画 | 大橋のぞみ           |                | ノンちゃん雲に乗る         |
| 企画 | 企画 | 大橋のぞみ           | 崖の上のポニョ |                            |
| 7    | 紅   | 伍代夏子             | 16             | 忍ぶ雨                     |
| 8    | 白   | 北山たけし           | 5              | 剣山                       |
| 9    | 紅   | GIRL NEXT DOOR       | 2              | Infinity                   |
| 10   | 白   | ジェロ               | 2              | 海雪                       |
| 11   | 紅   | 水樹奈々             | 初             | 深愛                       |
| 12   | 白   | FUNKY MONKEY BABYS   | 初             | ヒーロー                   |
| 13   | 紅   | 中村美律子           | 14             | 河内おとこ節               |
| 14   | 白   | ポルノグラフィティ   | 8              | アニマロッサ               |
| 15   | 紅   | 天童よしみ           | 14             | 花筏 -Hanaikada-           |
| 16   | 白   | 美川憲一             | 26             | さそり座の女 2009          |
| 17   | 紅   | 坂本冬美             | 21             | また君に恋してる           |
| 18   | 白   | 細川たかし           | 33             | 望郷じょんから             |
| 19   | 紅   | 大塚愛               | 6              | Is                         |
| 20   | 白   | レミオロメン         | 初             | 粉雪                       |
| 21   | 紅   | 川中美幸             | 22             | ふたり酒                   |
| 22   | 白   | 森進一               | 42             | 花と蝶                     |

| 曲順 | 組   | 歌手名           | 回 | 曲目                                    |
| ---- | ---- | ---------------- | -- | --------------------------------------- |
| 企画 | 企画 | 歌手有志         |    | 歌の力                                  |
| 企画 | 企画 | スーザン・ボイル | 初 | 夢やぶれて -I Dreamed A Dream-          |
| 23   | 白   | 遊助             | 初 | ひまわり                                |
| 24   | 紅   | aiko             | 8  | あの子の夢                              |
| 25   | 白   | 徳永英明         | 4  | 壊れかけのRadio                         |
| 26   | 紅   | 平原綾香         | 6  | ミオ・アモーレ                          |
| 27   | 白   | TOKIO            | 16 | 太陽と砂漠のバラ                        |
| 28   | 紅   | 秋元順子         | 2  | 愛のままで…                             |
| 29   | 紅   | Perfume          | 2  | ワンルーム・ディスコ                    |
| 30   | 白   | 東方神起         | 2  | Stand by U                              |
| 31   | 紅   | 水森かおり       | 7  | 安芸の宮島                              |
| 32   | 白   | 五木ひろし       | 39 | 凍て鶴                                  |
| 企画 | 企画 | SMAP             |    | マイケル・ジャクソン スペシャルステージ |
| 33   | 紅   | 木村カエラ       | 初 | Butterfly                               |
| 34   | 白   | アリス           | 3  | チャンピオン                            |
| 35   | 紅   | 中島美嘉         | 8  | 流れ星                                  |
| 36   | 白   | ゆず             | 3  | 逢いたい                                |
| 37   | 紅   | アンジェラ・アキ | 4  | 手紙 〜拝啓 十五の君へ〜                |
| 38   | 白   | 布施明           | 25 | マイ・ウェイ                            |
| 39   | 紅   | 小林幸子         | 31 | 万葉恋歌 ああ、君待つと                 |
| 40   | 白   | 福山雅治         | 2  | はつ恋                                  |
| 41   | 紅   | 倖田來未         | 5  | 2009紅白KODA SPECIAL                    |
| 42   | 白   | 嵐               | 初 | 嵐×紅白スペシャルメドレー               |
| 企画 | 企画 | 矢沢永吉         | 初 | 時間よ止まれ                            |
| 企画 | 企画 | 矢沢永吉         | 初 | コバルトの空                            |
| 43   | 白   | コブクロ         | 5  | STAY                                    |
| 44   | 紅   | 和田アキ子       | 33 | もう一度ふたりで歌いたい                |
| 45   | 白   | 氷川きよし       | 10 | ときめきのルンバ                        |
| 46   | 紅   | 石川さゆり       | 32 | 津軽海峡・冬景色                        |
| 47   | 紅   | 絢香             | 4  | みんな空の下                            |
| 48   | 白   | SMAP             | 17 | そっと きゅっと〜世界に一つだけの花     |
| 49   | 紅   | DREAMS COME TRUE | 13 | その先へ 〜紅白スペシャルバージョン〜   |
| 50   | 白   | 北島三郎         | 46 | まつり                                  |

1. ↑  「RIVER」「涙サプライズ!」を順に披露。
2. ↑  「NYC」「青い山脈」「勇気100%」「NYC」を順に披露。
3. ↑  『こども紅白歌合戦』
4. ↑  「Billie Jean」「Thriller」「BAD」「Smooth Criminal」「I Want You Back」「Heal the World」を順に披露。
5. ↑  メンバーの堀内孝雄は17回、谷村新司は16回、それぞれソロで出場。
6. ↑  「Lick me ♥」「It's all Love!」を順に披露。「It's all Love!」にて実妹のmisonoと共演。
7. ↑  「A・RA・SHI」「Love so sweet」「Happiness」「Believe」を順に披露。
8. ↑  「MIDDLE OF NOWHERE」「その先へ」を順に披露。

### 選考を巡って
初出場は紅組2組・白組6組の計8組で、前回の13組（羞恥心とPaboを別カウントすると14組）から減少。返り咲きは紅組2組・白組4組の計6組で、前回の4組から増加。

#### 選出
- ジャニーズ事務所所属のアーティストからは嵐とNYC boysが初出場。同社では第45回（1994年）以降、出場グループはSMAPとTOKIOの2組のみという慣例[20]があり、これが破られた形となる。このことについて、『日刊スポーツ』では関係者の談として、第60回という節目の回を飾る国民的アーティストとしての嵐の出場を強くオファーし、その意気込みに事務所側が応じたためと報じている[21]。11月24日放送のフジテレビ系列『情報プレゼンター とくダネ!』で、嵐と親交のある小倉智昭が「嵐は今まで（紅白）出たかったんですよ」「（嵐に）毎年、紅白どうだい?と聴いても、事務所が…と話すだけでした」と語っていた。さらに企画内での「こども紅白」において、スノープリンス合唱団も出演した。
- 水樹奈々が声優初の紅白出場を果たした。水樹はこの年のオリコンアルバムチャートで声優として史上初の1位を獲得しており、出場が有力視されていた[22][23]。『MUSIC JAPAN』でナレーションを務めていたほか、今回の「紅白デジタル応援隊」も務めていた。
- 上地雄輔は前回羞恥心のメンバーとして出場したが、ソロ名義である遊助としては初出場となる。
- 福山雅治は第44回（1993年）以来16年ぶりの返り咲きとなった[24]。福山は翌年の大河ドラマ『龍馬伝』の主演を務めており、また40歳という区切りの歳を迎えたこともオファーのきっかけになった[25]。一部マスコミ報道では、翌年の大河ドラマの主演者であるという観点から、福山は出場歌手としては非選出でゲスト審査員に起用されるのではとの推測もあった[26]（あるいは今回はゲスト審査員を務め、翌年の第61回で出場歌手に選出されるとのものも）。また福山は今回以降、連続出場を開始するが、第70回（2019年）までNHKホールには赴かず別会場からの中継出演となっていた（第71回＜2020年＞以降で初出場時以来のNHKホールでの歌唱が実現）。
- DREAMS COME TRUEはデビュー20周年の準備を理由に前回の出場を辞退していたが、今回の出場で第58回（2007年）以来2年ぶりの返り咲きとなった（同リーダーの中村正人は自身のブログで再出場へ意欲的なコメントを掲載していた[27]）。
- 細川たかしは2007年に出資法違反の疑いがかけられたエル・アンド・ジーの広告塔として同社が開催したコンサートに出演していた事から第58回への出演を辞退し、さらに前回は暴力団組長のゴルフコンペに参加したためNHKへの出演自体を差し止められていたが、この年『NHK歌謡コンサート』でNHK出演を再開した。今回の出演で第57回（2006年）以来3年ぶりの返り咲きとなった。細川の復帰出場について、NHKは「世論調査で高い支持があったため」と説明したが、民放スタッフは「また組織票か?と皮肉を言う関係者がいました」と述べている[28]。
- ゆずは第55回（2004年）以来5年ぶりの出場。
- AKB48は初出場となった第58回（2007年）以来2年ぶりの出場。

#### 不選出
出場が内定したと『日刊スポーツ』が報じていた井上陽水はスケジュールの調整が出来なかったことを理由に辞退した。スペシャルゲストとして出演した矢沢永吉については、当初は「オファーを出しながら出演について回答が得られなかった」としていた。
出場に意欲を示していたDAIGO率いるBREAKERZは前回に続き落選となった他、出場が有力視されていると『デイリースポーツ』が報じていたHilcrhyme、『スポーツニッポン』が発表当日の記事で出場と報じた西野カナ（翌年初出場）、八代亜紀も落選。また、『夕刊フジ』（2009年11月24日付）はJUJUも落選したと報じた。
滋賀県の地元民放局・びわ湖放送とアニメ制作集団「藤井組」らによるプロジェクト・アミンチュ親父は同県知事の嘉田由紀子も巻き込み、NHKの取材も受けるなど猛アピールするものの、出場には至らなかった。
前回出場者で落選・出場辞退となったのは以下の通り。白組で入れ替えが目立った。
- 紅組：青山テルマ feat.SoulJa、SPEED、一青窈、藤あや子、藤岡藤巻と大橋のぞみ[35]（前回で解散）
- 白組：秋川雅史、Aqua Timez、キマグレン、木山裕策、羞恥心 with Pabo[36]、平井堅、前川清、Mr.Children、水谷豊、森山直太朗、WaT

### その他
- 絢香はこの年4月に自身がバセドウ病であることを明かし、その治療に専念するため年内を以って活動休止に入ると発表しており、本紅白が活動休止前最後のテレビ出演となった。なお、絢香は本紅白出演を以って当時所属していた研音を退社した。その後、絢香は2011年12月23日にテレビ朝日系列で生放送の『ミュージックステーションスーパーライブ2011』への出演で活動再開を果たし、同年の第62回にも出場し、今回と同じく「みんな空の下」を歌唱した。
- アンジェラ・アキはこの年上期の連続テレビ小説『つばさ』の主題歌「愛の季節」を担当していたが、本紅白で同曲の歌唱はしなかった[37]。
- 小林幸子は紅組歌手で史上初の31年連続出場を達成した。
- この年4月、メンバーの草彅剛が不祥事で逮捕される事態が発生したSMAPについて、この直後『東京スポーツ』などのメディアで出場辞退の可能性が報じられたが、実際は出場となった（同リーダー・中居正広の組司会続投も決定）。
- 布施明は「名前だけで出るのは最後にしたい」「後進に枠を譲りたい。西城秀樹君や郷ひろみ君が2001年（第52回）までは出演していた。」との理由で今回を最後に紅白からの勇退を表明した（布施は「（自身の）歌唱曲が固定している」ことも理由とした）。ちなみに、郷は翌年（第61回）から再出場した。また、布施は平井堅ややしきたかじんの出場を推奨する発言も行った[38]。
- 美川憲一は4年連続で「さそり座の女」を歌唱。同一曲の4年連続歌唱は第53回（2002年） - 第56回（2005年）における夏川りみの「涙そうそう」以来2例目、白組歌手では初めて。
- 19年連続出場（通算26回）の美川、8年連続出場（初出場以来）の中島美嘉、6年連続出場（初出場以来）の大塚愛、5年連続出場（初出場以来）の北山たけし、2年連続出場（全員初出場以来）の秋元順子・GIRL NEXT DOOR（2013年解散）・ジェロ、東方神起は翌年不出場となり、今回で連続出場がストップした。第62回で復帰した東方神起、第63回（2012年）で復帰した中島、第69回（2018年）で北島兄弟として特別枠で復帰した北山以外は今回が最後の出場となっている。
- 東方神起は5人体制では今回が最後の出場となった。
- 韓国出身アーティストの選出が今回まで9年連続でされていたが、翌年は選出なしとなり、韓国勢の出場が今回で一旦途絶えた。なお、2年後の第62回では再びこれらが選出された。
- アリスのメンバーの紅白出場はこの紅白を最後に途絶えており、メンバーの谷村新司は再出場がないまま2023年10月8日に死去したため、この紅白が生涯最後の紅白出場となった。

### 曲順を巡って
紅組トリにDREAMS COME TRUE、白組トリおよび大トリに北島三郎が起用された。
DREAMS COME TRUEは自身初の紅組トリ担当（第56回（2005年）では事前に紅組トリに内定していたが、リハーサルの段階で同ボーカルの吉田美和が「緊張する」との理由で急遽辞退した）。グループがトリを務めるのはSMAP以来2組目だが、紅組且つ男女混成グループ・バンドでは初めて。また、トップバッターとトリの双方を経験したグループもSMAP以来2組目で紅組且つ男女混成グループでは初めて。
北島は通算12回目の白組トリ並びに通算10回目の大トリ。大トリ10回担当は美空ひばり以来2人目で白組歌手では史上初。
正式発表前に各種メディアが挙げていたトリの候補は次の通り。
- スポーツニッポン（2009年11月24日付・12月21日付） - 「絢香の紅組トリの可能性がある」[39]「SMAPの白組トリおよび大トリの可能性が高い」[40]
- デイリースポーツ（2009年11月24日付） - 「絢香の紅組トリが有力」
- スポーツ報知（2009年12月21日付） - 「紅組トリの候補にDREAMS COME TRUE、絢香、和田アキ子（前回担当者）、坂本冬美が挙がる。白組トリおよび大トリは北島に内定。白組トリの候補には北島以外に五木ひろし（この年デビュー45周年）、SMAP、EXILEが挙がっていた」
- サンケイスポーツ（2009年12月23日付） - 「紅組トリにDREAMS COME TRUE、白組トリおよび大トリに北島の起用が決定」

DREAMS COME TRUEのメンバーである中村正人は『サンケイスポーツ』でDREAMS COME TRUEの紅組トリ起用決定がリークされた当日同グループの公式ブログで「まだ曲順が正式決定はしていない状況」である旨の発言を行った。
その他、東京スポーツが「ジャニーズ事務所の担当者が番組側にSMAPの大トリを強く迫ったが、結局実現に至らず。その原因は事務所内の内紛」と語る「放送関係者」のコメントを掲載している。
今回の北島を最後に正規の白組トリおよび大トリへの演歌歌手の起用は行われていない。

## ゲスト出演者

### ゲスト審査員
- 白鵬翔（大相撲・横綱）：この年、3回の優勝・86勝を記録し、年間最多勝記録を更新。
- 草刈民代（女優）：翌年の大河ドラマ『龍馬伝』の坂本幸とお登勢の二役。
- 阿部寛（俳優）：この年の大河ドラマ『天地人』の上杉謙信役およびこの年よりスタートのスペシャルドラマ『坂の上の雲』の秋山好古役。
- 深田恭子（女優）：『天地人』の淀殿役。
- 原辰徳（読売巨人軍監督）：この年、監督した2009 ワールド・ベースボール・クラシック日本代表を世界一、並びに巨人軍を日本一に導く。
- 勝間和代（経済評論家）：著書『断る力』などがベストセラーになる。
- 城田優（俳優）：この年出演した映画『ROOKIES -卒業-』がヒット。『天地人』の真田幸村役。
- 杉山愛（元プロテニスプレーヤー）：男女を通じて4大大会シングルス連続出場回数世界最多を記録。この年引退。
- 西田敏行（俳優）：主演映画『釣りバカ日誌』のシリーズがこの年をもって完結。『坂の上の雲』の高橋是清役。第41回（1990年）の白組司会。第31回（1981年）・第32回（1982年）・第41回（1990年）の3回で白組として紅白に出場。
- 森光子（女優）：この年国民栄誉賞を受賞。主演する舞台作品『放浪記』が上演2000回を突破。第13回（1962年）・第29回（1978年）・第35回（1984年）の紅組司会。

### スペシャルゲスト
上記の出場歌手を参照。

### 演奏ゲスト
- 久石譲：テーマソング「歌の力」の作曲およびピアノ伴奏と指揮を担当。
- 上松美香：水樹奈々の曲中でアルパ演奏を担当。
- 島健：天童よしみの曲中でピアノ伴奏を担当。
- ROLLY：平原綾香の曲中でギター伴奏を担当。
- 宮本笑里：秋元順子の曲中でヴァイオリンを演奏。
- ニュートン・フォークナー：ギター演奏をDREAMS COME TRUEと共に担当。
- FUZZY CONTROL：DREAMS COME TRUEと共にバンド演奏をしたが、テロップ等は出なかった(CDリリース時には「〜feat. FUZZY CONTROL」と銘打たれていた)。
- 山本恭司：矢沢永吉のバンドメンバーとして。
- 平尾昌晃：エンディング「蛍の光」で指揮担当。

### 応援ゲストなど
- 関根麻里隊長、テリー伊藤：紅白応援隊。水樹奈々の曲紹介。加えてテリーは秋元順子のプロデュースも担当。
- 加藤清史郎（『天地人』の樋口与六役）：開会宣言、AKB48・flumpoolの曲紹介、ゲスト審査員紹介、「こども紅白歌合戦」の白組司会および「かつおぶしだよ人生は」歌唱。
- 大橋のぞみ：AKB48・flumpoolの曲紹介、ゲスト審査員紹介、「こども紅白歌合戦」の紅組司会および「ノンちゃん雲に乗る」、「崖の上のポニョ」歌唱。
- 地デジカ：ゲスト審査員紹介後。
- さくらまや：「こども紅白歌合戦」で「大漁まつり」歌唱。
- さかなクン：さくらまやのサポート。
- スノープリンス合唱団：「こども紅白歌合戦」で「スノープリンス」歌唱。
- 綾小路きみまろ：伍代夏子、北山たけしの曲紹介。
- 早乙女太一：伍代夏子のサポート。
- 橘大五郎、大川良太郎：北山たけしのサポート。
- 武田鉄矢（『龍馬伝』の勝麟太郎役。1989年・第40回の白組司会）：GIRL NEXT DOORおよび小林幸子の曲紹介。
- 羽鳥慎一（日本テレビアナウンサー）：FUNKY MONKEY BABYSの「ヒーロー」のミュージック・ビデオおよびCDジャケットに出演した関係からその曲紹介でズーミンと一緒に登場。
- ザ!!トラベラーズ（蛍原徹（雨上がり決死隊）、タカアンドトシ、トータルテンボス、オリエンタルラジオ、ケンドーコバヤシ、次長課長、ブラックマヨネーズ、はんにゃ、チュートリアル、NON STYLE、博多華丸・大吉、エド・はるみ）：中村美律子の曲後に登場。加えてタカアンドトシ、チュートリアル、博多華丸・大吉はレミオロメンの曲紹介も担当。
- はるな愛、IKKO、春日俊彰（オードリー）：美川憲一のサポート 。
- オードリー：中間審査と中島美嘉の曲紹介 。
- アン・サリー：出場歌手と共に「歌の力」歌唱。
- 倉科カナ、石黒賢、羽田美智子（この年下期の連続テレビ小説『ウェルかめ』出演者）：『ウェルかめ』の主題歌を歌うaikoの曲紹介。
- 三國連太郎：五木ひろしの曲紹介。
- 堺正章：（1991年・第42回 - 1993年・第44回の白組司会）布施明および小林幸子の曲紹介。
- せんとくん（平城1300年祭公式マスコットキャラクター）：小林幸子の曲紹介。

### その他の番組担当者
- ラジオ中継：山田康弘、神田愛花（いずれも東京アナウンス室）

仲間は2年連続4度目、中居は4年連続6度目（白組司会は2年連続5度目）、阿部は5年ぶり5度目（総合司会は初）の担当となった。
山田、神田はいずれも2年連続の担当。
仲間と中居のコンビ司会は3度目であるが、両者ともに司会担当は今回が最後となっている。また、司会者に女性アナウンサーが含まれないのは第48回（1997年）以来12年ぶり。
- リポーター：久保田祐佳（東京アナウンス室）
  - 長崎県長崎市の史跡料亭「花月」およびグラバー園より福山雅治と共に登場。

## 特別番組
第60回という節目だったことから、様々な番組が編成された。
紅白フラッシュ
総合テレビなど随時。例年同様、最新の準備状況を紹介。ナビゲーターは関根麻里。
紅白60年 名歌手たち・夢の対決
放送：BS2など 2009年12月29日 19:30-23:00
出演：五木ひろし（白組司会）、小林幸子（紅組司会）、コロッケほか
全編映像が現存する第14回（1963年）から第59回（2008年）までの紅白歌合戦から選りすぐった58組の映像を紅白対決の形で紹介し、紅白歌合戦の歴史を振り返る。
紅白歌合戦AtoZ
放送：総合テレビ 2009年12月30日 19:30-20:45
進行：三宅民夫、塚原愛
ナレーション：住吉美紀、坂上みき
「AtoZ百科事典」として紅白歌合戦の過去59回の歴史やトリビアをアルファベットのAからZでそれぞれ始まるキーワードで紹介し、関連の資料映像や出演者の証言・インタビューを交えて紹介した。
ワンダー×ワンダー拡大生放送スペシャル『ほぼ完全公開! 紅白の舞台裏』
放送：総合テレビ 2010年1月2日 19:30-20:45
進行：山口智充（DonDokoDon）、神田愛花
ゲスト：谷村新司、矢口真里、久保純子ほか
華やかなステージの裏で繰り広げられた知られざる舞台裏のドラマを生放送で紹介。
ドキュメンタリー『絢香 22歳のラストステージ』
放送：総合テレビ 2010年1月7日 22:00-22:45
ナレーション：松本和也
この回の紅白で歌手活動を無期限に休止した絢香に、2009年10月ごろから密着し続けたドキュメンタリー。
わたしを支えた「歌の力」〜60回紅白へのメッセージ〜
放送：総合テレビ 2010年3月18日 22:50-23:28
出演：久石譲
ナレーション：阿部渉
第60回テーマソング「歌の力」のワンフレーズや動画に投稿した視聴者の曲にまつわるエピソードなどを紹介したドキュメンタリー。

## 視聴率
平均視聴率は関東地区で前半が37.1%、後半が40.8%だった。前半は前回を上回ったが、後半は40%台を維持したものの前回を下回った。後半は2009年の年間視聴率で、『プロボクシングWBC世界フライ級タイトルマッチ・内藤大助×亀田興毅』（11月29日、TBSテレビ）の43.1%に次ぐ第2位となった。
瞬間最高視聴率はDREAMS COME TRUEの50.1%だった（DREAMS COME TRUEは第43回（1992年）以来の歌手別最高視聴率）。